# Kirsten McGarry
Kirsten Kate Llewellyn „Kirsty“ McGarry (* 25. Juli 1985 in Dublin) ist eine ehemalige irische Skirennläuferin und Skicrosserin. Sie startete vor allem in den technischen Disziplinen Riesenslalom und Slalom und nahm zweimal an Olympischen Winterspielen teil.

## Biografie

### Kindheit und Jugend
Kirsty McGarry stammt aus der Küstenstadt Dalkey, einem Vorort von Dublin. Während der Aufenthalte im französischen Châtel, dem Winterdomizil ihrer Eltern, entdeckte sie gemeinsam mit ihrer Schwester Tamsen die Liebe zum Skisport. Nachdem sie im Alter von neun Jahren eine Meningitis überstanden hatte, bestritt sie mit Unterstützung ihrer Skilehrer-Eltern ihre ersten Rennen. 2000 gewann sie das prestigeträchtige Schülerrennen Ski d’Or im Slalom.
Mit 15 Jahren absolvierte sie im australischen Thredbo ihre ersten FIS-Rennen. Im Februar 2001 nahm sie in Verbier erstmals an Juniorenweltmeisterschaften teil und belegte Rang 49 im Riesenslalom als bestes Ergebnis. Bei zwei weiteren JWM-Teilnahmen (Maribor 2004 und Bardonecchia 2005) konnte sie dieses Resultat nicht mehr toppen. Ein erster Triumph gelang ihr im April 2001, als sie im Rahmen der britischen Meisterschaften den Slalom am Aonach Mòr vor ihrer Schwester Tamsen für sich entschied. Ihre größten internationalen Erfolge feierte McGarry im Australia New Zealand Cup, wo sie zwischen 2002 und 2007 vier Siege und neun weitere Podestplätze herausfuhr. Im Jahr 2005 gewann sie die Gesamtwertung.

### Großereignisse und Weltcup
In Bormio nahm McGarry im Februar 2005 erstmals an Weltmeisterschaften teil und belegte Rang 48 im Riesenslalom. Zwei Jahre später verbesserte sie dieses Ergebnis in Åre 2007 um einen Rang. Im Hinblick auf die Olympiateilnahme gab sie im Januar 2006 ihr Europacup-Debüt und bestritt ein paar Tage später in Ofterschwang ihre einzigen drei Weltcup-Rennen. Auf beiden Bewerbsebenen blieb sie punktelos. Bei den Olympischen Spielen 2006 führte sie die irische Mannschaft als Fahnenträgerin an und erreichte mit den Rängen 32 und 42 in Riesenslalom und Slalom ihre jeweils besten Platzierungen bei einem Großereignis.
Nachdem sie in den folgenden Wintern hauptsächlich in FIS-Rennen gestartet war, trat sie im März 2008 erstmals im Freestyle-Weltcup in Erscheinung. In ihren ersten beiden Skicross-Rennen in Grindelwald und Meiringen belegte sie die Ränge 22 und 24. Nach fünf Jahren als professionelle Athletin konzentrierte sie sich in Folge einer Hüftoperation auf ihr Studium der Physiotherapie, das sie am Royal College of Surgeons abschloss.
Im Februar 2010 nahm sie in Vancouver als erste Irin zum zweiten Mal in Folge an Olympischen Winterspielen teil, kam aber über einen 50. Platz im Riesenslalom nicht hinaus. Ein knappes Jahr später bestritt sie in der Schweiz ihre letzten beiden FIS-Rennen.
Nach ihrer FIS-Laufbahn blieb die praktizierende Physiotherapeutin dem Skirennsport als Amateurin erhalten. So errang sie beispielsweise 2015 den Riesenslalom-Sieg im Rahmen des Internationalen Inferno-Rennens in Mürren.
Ihre ältere Schwester Tamsen McGarry war ebenfalls als Skirennläuferin aktiv und vertrat Irland in Salt Lake City 2002 als erste Frau bei Olympischen Winterspielen.

## Erfolge

### Olympische Winterspiele
- Turin 2006: 32. Riesenslalom, 42. Slalom
- Vancouver 2010: 50. Riesenslalom

### Weltmeisterschaften
- Bormio 2005: 48. Riesenslalom
- Åre 2007: 47. Riesenslalom

### Australia New Zealand Cup
- Saison 2002: 5. Gesamtwertung, 5. Riesenslalomwertung, 6. Slalomwertung[A 1]
- Saison 2003: 8. Gesamtwertung, 3. Riesenslalomwertung
- Saison 2004: 9. Gesamtwertung, 5. Riesenslalomwertung
- Saison 2005: 1. Gesamtwertung, 1. Riesenslalomwertung, 2. Slalomwertung
- Saison 2006: 9. Gesamtwertung, 4. Super-G-Wertung, 4. Kombinationswertung
- Saison 2007: 2. Gesamtwertung, 1. Super-G-Wertung, 3. Riesenslalomwertung, 3. Slalomwertung, 3. Kombinationswertung
- 13 Podestplätze, davon 4 Siege:

| Datum              | Ort          | Land       | Disziplin    |
| ------------------ | ------------ | ---------- | ------------ |
| 24. August 2005    | Mount Hotham | Australien | Riesenslalom |
| 25. August 2005    | Mount Hotham | Australien | Riesenslalom |
| 1. September 2005  | Mount Buller | Australien | Slalom       |
| 11. September 2007 | Mount Hutt   | Neuseeland | Super-G      |

1. ↑  Die Rennen des Australia New Zealand Cup werden jährlich im August und September (Südwinter) ausgetragen und bereits der kommenden, internationalen Saison zugerechnet.

### Juniorenweltmeisterschaften
- Verbier 2001: 49. Riesenslalom, 51. Super-G, 56. Slalom
- Maribor 2002: 52. Slalom, 58. Riesenslalom, 63. Super-G
- Bardonecchia 2005: 65. Super-G

### Weitere Erfolge
- Sieg bei den britischen Meisterschaften im Slalom 2001
- 2 Platzierungen unter den besten 30 im Freestyle-Weltcup
- 5 Siege in FIS-Rennen